# كرايغ وينتر
كرايغ وينتر (بالإنجليزية: Craig Winter)‏ هو لاعب كرة قدم ومدرب كرة قدم بريطاني في مركز الوسط، ولد في 30 يونيو 1976 في دنفيرملين في المملكة المتحدة. لعب مع ريث روفرز.

## وصلات خارجية
- كرايغ وينتر على موقع قاعدة بيانات كرة القدم.إي يو (الإنجليزية)
- كرايغ وينتر على موقع Soccerbase.com (لاعب) (الإنجليزية)